# Dan Wheldon
Daniel Clive "Dan" Wheldon (1978. június 22. – 2011. október 16.) angol autóversenyző volt. Dan Wheldon nyerte 2005-ben és 2011-ben az indianapolisi 500-at és 2005-ben az IndyCar Series bajnokságot is. 2011. október 16-án vesztette életét az IZOD IndyCar Series Las Vegas-i évadzáró futamán, amikor a tizenegyedik körében balesetet szenvedett, amelyben még tizennégy autó volt érintett.

## Kezdetek
Wheldon az angliai Embertonban született, autóversenyzői pályafutását gokartozással kezdte melyet apja finanszírozott és a motorsport versenyzést iskolai évei alatt is folytatta. A Bedford Schoolban tanult a középiskolát 16 évesen végezte el de akkor már nagyon lefoglalta az autóversenyzés. Nyílt kerekes versenyzésének kezdetén sokat rivalizált Jenson Buttonnal, mielőtt Amerikába ment volna versenyezni. Egyébként finanszírozási okok miatt is ment ki az Egyesült Államokba. 1999-ben az Egyesült Államokba történt költözését követően a U.S. F2000 bajnokságban versenyzett, majd a Champ Car Atlanticban és az Indy Lightsban is versenyzett.

## IRL IndyCar Series

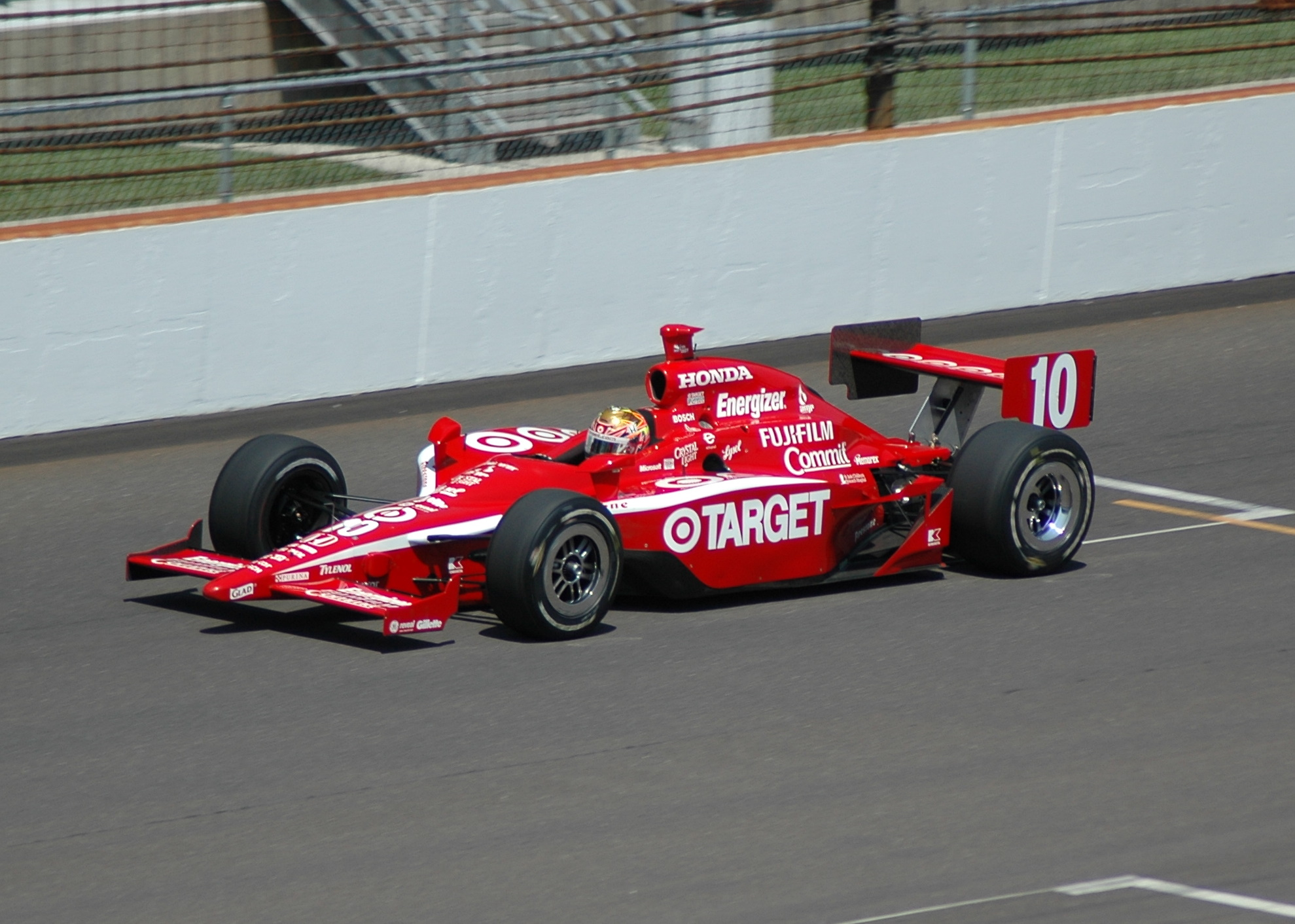
A 2007-es indianapolisi 500 szabadedzésén

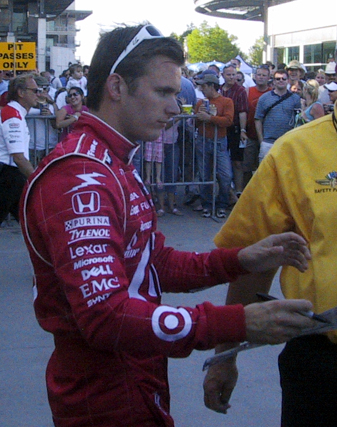
Dan Wheldon autogramosztás közben az Indianapolis Motor Speedway-en 2007-ben

2002-ben eredetileg csak tesztelte a Honda 2003-ra szánt motorját, de az utolsó két Indy Racing League versenyen részt is vehetett a Panther Racing színeiben Sam Hornish Jr. csapattársaként. 2003-ban a visszavonuló Michael Andretti a helyére szerződtette Wheldon-t a csapatába és az év újonca díjat sikerült megnyernie a szezonban. 2004-ben szerezte meg az első győzelmét az Indy Japan 300 versenyen Motegi-ben, a bajnokságban második lett a csapattársa Tony Kanaan mögött.
2005-ben sikerült megnyernie az Indianapolis 500-as versenyt és a bajnokságot is. 2005-ben hat győzelmet szerzett ezzel megdöntve Sam Hornish Jr. egy szezonon belüli öt győzelmeinek rekordját. Ez volt Anglia első indianapolisi 500-as győzelme Graham Hill 1966-os győzelme óta. 2005 novemberében aláírt a Chip Ganassi Racinghez a 2006-os szezonra. Röviddel ezután megnyerte a 2006-os Daytona-i 24 órás hosszútávú versenyt IndyCaros csapattársával Scott Dixonnal valamint a NASCAR-ban versenyző Casey Mearsszel.
A szezonnyitó verseny bemelegítésén Paul Dana halálos balesetet szenvedett, ez beárnyékolta a versenyhétvége további részét, a versenyt Wheldon nyerte Hélio Castroneves előtt 0,0147 másodperccel. A St. Pete-i versenyen egy sárga zászlós szakasz alatt összeütközött Sam Hornish-sal és feladni kényszerült a versenyt. A szezon végén Hornishnak és Wheldonnak is 475 pontja volt de mivel Hornishnak több győzelme volt ezért ő nyerte a bajnokságot.
A szezon után ajánlatot kapott a Formula–1-es BMW Sauber csapattól, de később lecsökkent az érdeklődés Wheldon iránt és nem volt, de a szerződés lejárta után Wheldon gondolkodott azon, hogy menjen a Formula–1-be versenyezni.
2007 győzelemmel indult Wheldonnak de ezután elég nehéz volt a szezonja, a bajnokságot csak a negyedik helyen zárta míg Dixon második lett.
2008. június 22-én lett 30 éves és ezen a hétvégén volt az Iowa-i verseny melyet meg is nyert Hideki Mutoh és Marco Andretti előtt. A nyereményt a korábbi tornádó és árvizek áldozatainak adományozta.
2008. szeptember 2-án Wheldon szerződést bontott a Chip Ganassi Racing-el. Wheldon-t Dario Franchitti váltotta; "Nagyon élveztem az elmúlt három évet Chip Ganassi-nál de egy nagyon izgalmas 2009-es lehetőség után kutatok most." fogalmazott Wheldon. Később visszatért a Panther Racing-hez. Wheldon a Panther Racing-el második lett a 2009-es indianapolisi 500-on, ezzel a csapat zsinórban másodszor lett második az indianapolisi 500-on. Ugyanakkor a szezon eleji erős lendület később alábbhagyott a szezon második felében elért legjobb eredménye a Motegi-ben elért nyolcadik hely lett. A következő évben a Panther Racing-el ismét második lett az indianapolisi 500-on ezzel a Panther Racing már harmadszor lett második egyhuzamban. Idén viszont már minden oválversenyen versenyképes volt Wheldon és Kentucky-ban harmadik is lett és Chicagoland-ben csak 0,0423 másodperccel maradt le a győzelemről.
Annak ellenére, hogy erős csapat volt a Panther Racing, nem sikerült versenyt nyernie Wheldonnak. A következő szezonban a 2009-es Indy Lights bajnokot J. R. Hildebrandet szerződtették Wheldon helyére. 2011-ben az indianapolisi 500-ra leszerződött korábbi csapattársa és jó barátja Bryan Herta csapatába, a versenyt az utolsó métereken nyerte meg miután az éllovas Hildebrand összetörte az autóját az utolsó kanyarban.
Wheldon nagyon örült a győzelemnek mert nem volt teljes szezonos állása, a győzelmét édesanyjának ajánlotta akinél Alzheimer-kórt diagnosztizáltak.
Ez volt Wheldon első győzelme három év után először és mint később kiderűlt az utolsó.

## Magánélet
Wheldon 2008-ban vette feleségül Susie Behmet aki régóta a személyi asszisztense volt Wheldonnak, két gyerekük van Sebastian, aki 2009 februárjában született, és Oliver, aki 2011 márciusában született. Dan Wheldon az amerikai Floridában található St. Petersburgban élt 1999-től.

## Halála

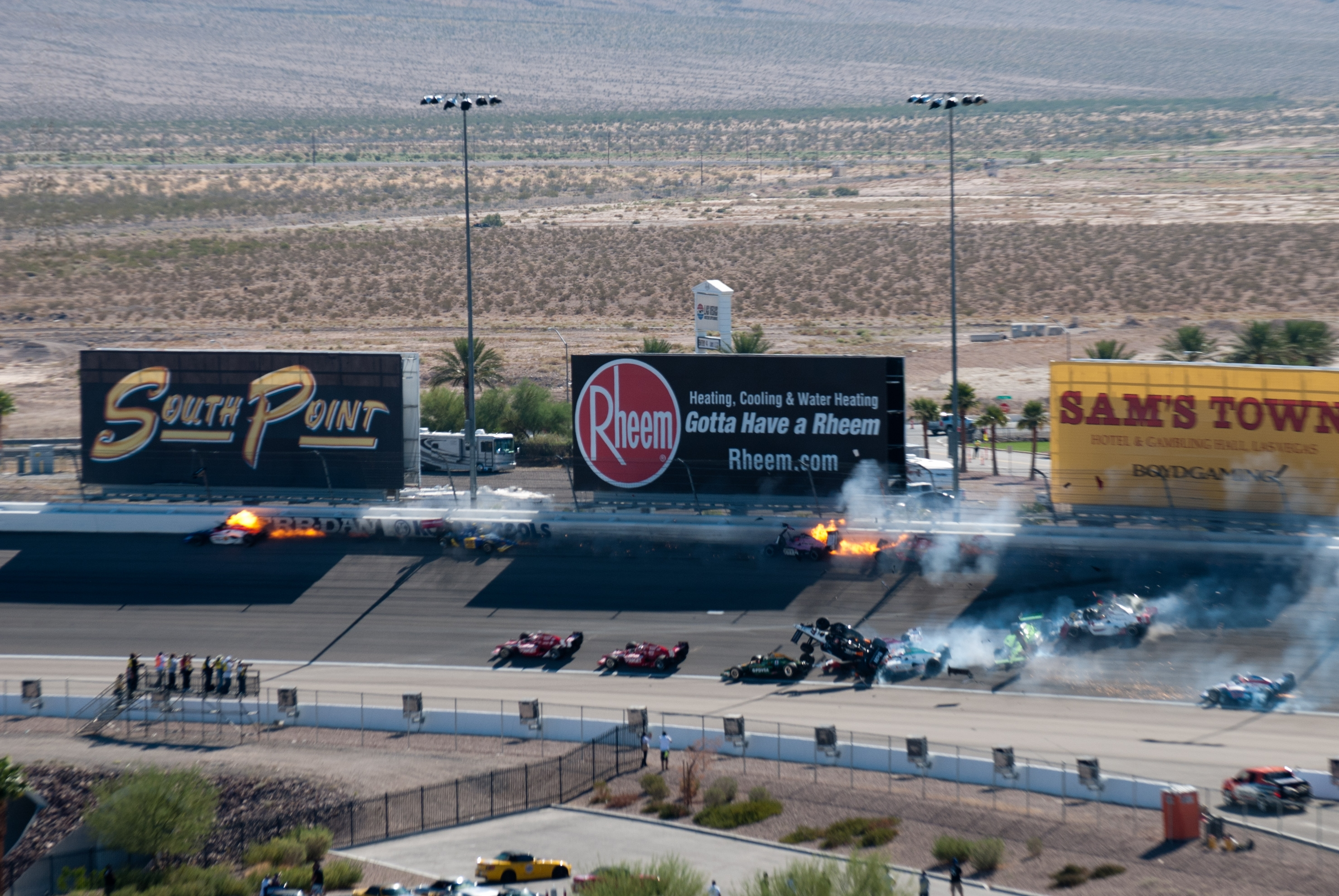
Wheldon halálos balesete

Az IZOD IndyCar Series 2011-es évadzáró versenyének 11. körében egy tizenöt autót érintő baleset részese volt Wheldon, a versenyt a tizenharmadik körben leállították. Wheldon-t a biztonsági csapat kiszedte a kocsiból és helikopterrel a helyi kórházba vitték kritikus állapotban, de a gyors orvosi beavatkozás ellenére sem tudták megmenteni Wheldon életét. Wheldon 33 évet élt.
Az IndyCar vezetőinek döntésének értelmében törölték a versenyt, de később a balesetben nem érintett versenyzők megtettek öt lassú kört a pályán, hármas sorokban, hogy Wheldon indianapolisi 500-as győzelmei előtt tisztelegjenek, a csapattagok több száz méteres sorfalat álltak. Az eredményjelzőkön eközben kizárólag Wheldon rajtszáma, a #77-es jelent meg az első helyen.
Dan Wheldon halála után Michael Andretti nyilvánosságra hozta, hogy Wheldont szerződtette Danica Patrick helyére több évre.
Dan Wheldon-t 2011. október 22-én helyezték végső nyugalomra a Floridai St. Petersburg-ban ahol 1999-től élt.

## Egyéb tervek
Dan Wheldon volt a sztárvendége a Hot Wheels Battle Force 5 tv-sorozat bemutatóján, amelyben Wheldon is kölcsönözte a hangját.
2011. augusztus 9-én az Ignite Game Technologies bejelentette, hogy Dan Wheldon segíti a Simraceway nevű online versenyjátékuk fizikájának fejlesztését. Wheldon nyilatkozata: "Elég nyilvánvaló volt, hogy az Ignite csak egy autóversenyzős játékot akar készíteni, ezért vonzó lehetőség volt ez a számomra, hogy tesztelhessem a játék fizikáját."

## Statisztika

### Indy Lights
| Év   | Csapat         | 1     | 2     | 3      | 4     | 5      | 6     | 7     | 8     | 9     | 10    | 11   | 12    | Helyezés | Pont |
| ---- | -------------- | ----- | ----- | ------ | ----- | ------ | ----- | ----- | ----- | ----- | ----- | ---- | ----- | -------- | ---- |
| 2001 | PacWest Lights | MTY 5 | LBH 2 | TXS 10 | MIL 3 | POR 10 | KAN 3 | TOR 7 | MDO 2 | STL 1 | ATL 1 | LS 5 | FON 2 | 2.       | 149  |

#### IndyCar Series
| Év   | Csapat                                          | 1      | 2      | 3      | 4        | 5       | 6       | 7      | 8      | 9      | 10     | 11     | 12     | 13     | 14     | 15     | 16     | 17     | 18    | 19      | Helyezés | Pont |
| ---- | ----------------------------------------------- | ------ | ------ | ------ | -------- | ------- | ------- | ------ | ------ | ------ | ------ | ------ | ------ | ------ | ------ | ------ | ------ | ------ | ----- | ------- | -------- | ---- |
| 2002 | Panther Racing                                  | HMS    | PHX    | FON    | NZR      | INDY    | TXS     | PPIR   | RIR    | KAN    | NSH    | MIS    | KTY    | STL    | CHI 10 | TX2 15 |        |        |       |         | 36.      | 35   |
| 2003 | Andretti Green Racing                           | HMS    | PHX    | MOT 7  | INDY 19  | TXS 20  | PPIR 19 | RIR 8  | KAN 21 | NSH 4  | MIS 20 | STL 5  | KTY 8  | NZR 7  | CHI 4  | FON 4  | TX2 3  |        |       |         | 11.      | 312  |
| 2004 | Andretti Green Racing                           | HMS 3  | PHX 3  | MOT 1  | INDY 3   | TXS 13  | RIR 1   | KAN 9  | NSH 13 | MIL 18 | MIS 3  | KTY 3  | PPIR 3 | NZR 1  | CHI 4  | FON 3  | TX2 3  |        |       |         | 2.       | 533  |
| 2005 | Andretti Green Racing                           | HMS 1  | PHX 6  | STP 1  | MOT 1    | INDY 1  | TXS 6   | RIR 5  | KAN 2  | NSH 21 | MIL 5  | MIS 2  | KTY 3  | PPIR 1 | SNM 18 | CHI 1  | WGL 5  | FON 6  |       |         | 1.       | 618  |
| 2006 | Chip Ganassi Racing                             | HMS 1  | STP 16 | MOT 2  | INDY 4   | WGL 15  | TXS 3   | RIR 9  | KAN 2  | NSH 2  | MIL 8  | MIS 3  | KTY 4  | SNM 6  | CHI 1  |        |        |        |       |         | 2.a      | 475  |
| 2007 | Chip Ganassi Racing                             | HMS 1  | STP 9  | MOT 2  | KAN 1    | INDY 22 | MIL 3   | TXS 15 | IOW 11 | RIR 3  | WGL 7  | NSH 8  | MDO 10 | MIS 12 | KTY 17 | SNM 7  | DET 3  | CHI 13 |       |         | 4.       | 466  |
| 2008 | Chip Ganassi Racing                             | HMS 3  | STP 12 | MOT1 4 | LBH1 DNP | KAN 1   | INDY 12 | MIL 4  | TXS 4  | IOW 1  | RIR 4  | WGL 24 | NSH 2  | MDO 17 | EDM 7  | KTY 5  | SNM 4  | DET 20 | CHI 6 |         | 4.       | 492  |
| 2008 | Panther Racing                                  |        |        |        |          |         |         |        |        |        |        |        |        |        |        |        |        |        |       | SRF² 11 | 4.       | 492  |
| 2009 | Panther Racing                                  | STP 14 | LBH 5  | KAN 10 | INDY 2   | MIL 10  | TXS 7   | IOW 4  | RIR 10 | WGL 10 | TOR 14 | EDM 15 | KTY 11 | MDO 16 | SNM 12 | CHI 22 | MOT 8  | HMS 21 |       |         | 10.      | 354  |
| 2010 | Panther Racing                                  | SAO 5  | STP 20 | ALA 11 | LBH 9    | KAN 15  | INDY 2  | TXS 9  | IOW 11 | WGL 6  | TOR 10 | EDM 20 | MDO 14 | SNM 25 | CHI 2  | KTY 3  | MOT 10 | HMS 9  |       |         | 9.       | 388  |
| 2011 | BHA with Curb Agajanian Sam Schmidt Motorsports | STP    | ALA    | LBH    | SAO      | INDY 1  | TXS1    | TXS2   | MIL    | IOW    | TOR    | EDM    | MDO    | NWH    | SNM    | BAL    | MOT    |        |       |         | 28.      | 75   |
| 2011 | Sam Schmidt Motorsports                         |        |        |        |          |         |         |        |        |        |        |        |        |        |        |        |        | KTY 14 | LVS C |         | 28.      | 75   |

a Sam Hornish Jr. nyerte a 2006-os bajnokságot több győzelme révén
1 A Long Beach-i és a Japán versenyt ugyanazon a napon rendezték a Champ Car és az IRL pilótáknak és mindkét verseny bele számít a bajnokságba.
² A verseny nem számít bele a bajnokságba

#### Indianapolis 500
| Év   | Karosszéria | Motor | Rajthely | Eredmény | Csapat                |
| ---- | ----------- | ----- | -------- | -------- | --------------------- |
| 2003 | Dallara     | Honda | 5        | 19       | Andretti Green        |
| 2004 | Dallara     | Honda | 2        | 3        | Andretti Green        |
| 2005 | Dallara     | Honda | 16       | 1        | Andretti Green        |
| 2006 | Dallara     | Honda | 3        | 4        | Chip Ganassi Racing   |
| 2007 | Dallara     | Honda | 6        | 22       | Chip Ganassi Racing   |
| 2008 | Dallara     | Honda | 2        | 12       | Chip Ganassi Racing   |
| 2009 | Dallara     | Honda | 18       | 2        | Panther Racing        |
| 2010 | Dallara     | Honda | 18       | 2        | Panther Racing        |
| 2011 | Dallara     | Honda | 6        | 1        | Bryan Herta Autosport |